# ليندا فيلومسن
ليندا ميلاني فيلومسن سيروب (بالدنماركية: Linda Melanie Villumsen Serup) (ولدت في 9 أبريل 1985 في هرنينغ) هي متسابقة الدراجات على الطريق دنماركية المولد،  أصبحت مواطنة نيوزيلندية في عام 2009، وأصبحت تتسابق تحت رخصة نيوزيلندية من عام 2010.

## المسيرة الرياضية

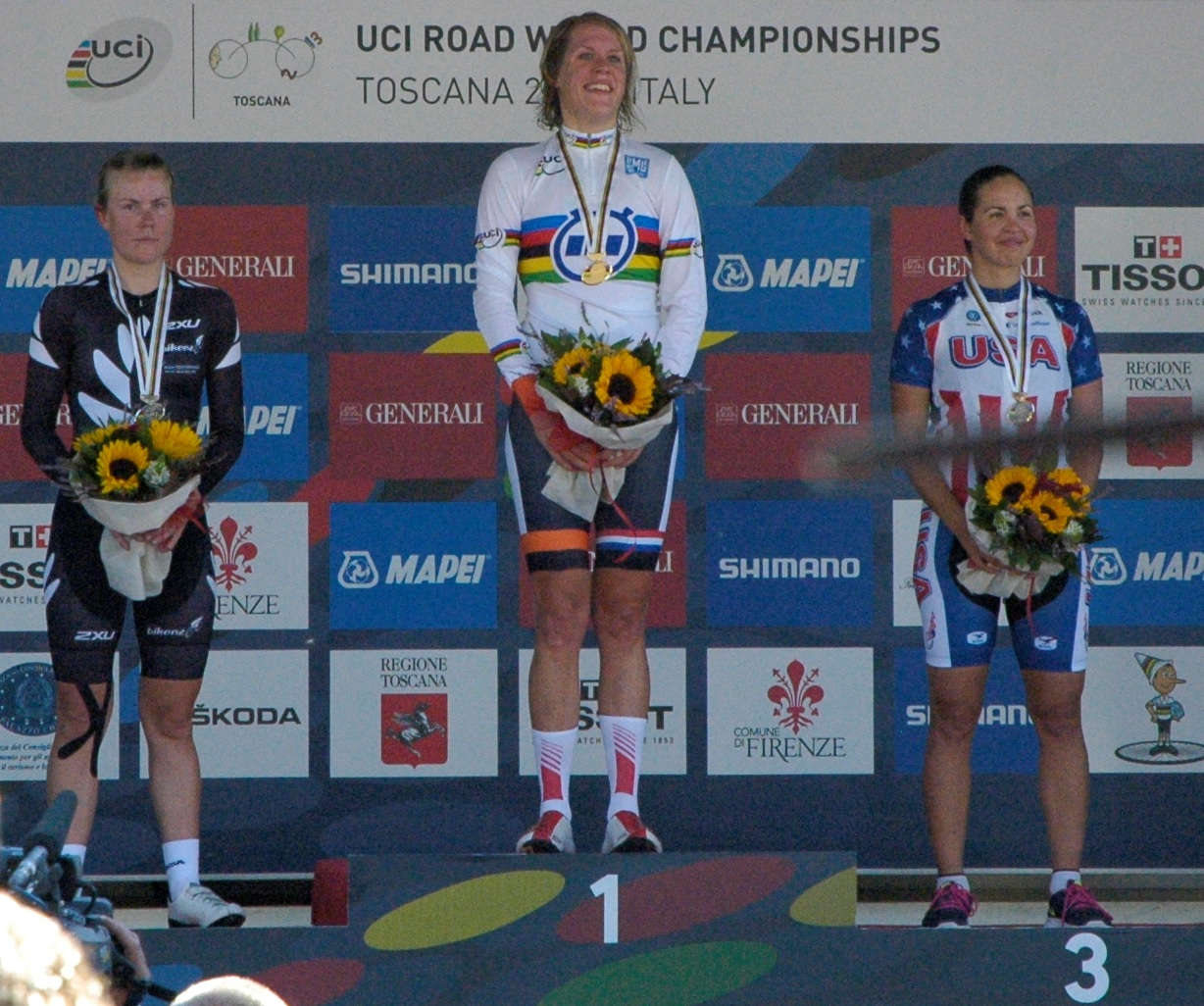
فيلومسن(على اليسار) وقد أحرزت المركز الثاني في بطولة العالم للدراجات في قسم سباق الزمن

فازت بالبطولة الأوروبية لسباق الزمن تحت 23 سنة في 2006 و 2007.
وكانت بطلة وطنية للدنمارك في كل سباق الدراجات على الطريق و لسباق الزمن في 2006، 2008 و 2009. في عام 2006، لقبتها مجلة سايكلينغ وورلد أفضل دراج العام.
في دورة الألعاب الأولمبية الصيفية 2008 في بكين، احتلت المركز الخامس في سباق الطرق للسيدات و المركز الثالث عشر في سباق الزمن.
في دورة الألعاب الأولمبية الصيفية 2012 في لندن، احتلت المركز الثامن عشر في سباق الطرق للسيدات والمركز الرابع في سباق الزمن، وفقدت ميدالية بسبب تأخرها بثانيتين فقط.
فازت فيلومسن في سباق "روت دي فرانس فيمينين"في عامي 2006 و 2013.
من عام 2008 إلى عام 2014، حلت في المرتبة العاشرة والثالثة والثالثة والثانية والثالثة والثانية والتاسع في بطولة العالم للدراجات في قسم سباق الزمن.
في الفترة من عام 2012 إلى عام 2014، حلت في المركز السابع والسادس والثامن في بطولة العالم للدراجات قسم سباق الطرق.
في دورة ألعاب الكومنولث عام 2014، فازت بالميدالية الذهبية في سباق الزمن وحلت في المركز الخامس في سباق الطرق.
في سبتمبر 2014، أعلن فريق يونايتد هالثكير للسيدات أنه قد وقع مع فيلومسن لموسم 2015.
في سبتمبر 2015، فازت فيليموسن بقسم سباق الزمن الفردي في بطولة العالم لسباق الدراجات على الطريق 2015 في ريتشموند، في ولاية فيرجينيا الأمريكية. بعد ذلك، كاد فريقها التجاري، يونايتد هالثكير، أن يفسخ عقدها بسبب ركوبها دراجة فريقها نيوزيلندا بدلاً من دراجة الفريق.
وتعاقدت منذ عام 2017 مع فريق فيرتو لسباق الدراجات.
تعتبر فيلومسن متسابق أو متسابقة دراجات الوحيد في نيوزيلندا الذي يفوز بميدالية فردية في بطولة العالم لسباق الدراجات على الطريق.

## الحياة الخاصة
فيلموسن مثلية الجنس بشكل علني. وقد تم الإفصاح عام 2014 بأنها في علاقة عاطفية مع متسابقة الدراجات الإنجليزية المتقاعدة إيما تروت. تعيش الشريكاتان في كرايستشرش في نيوزيلندا.

## الميداليات
| الميدالية | المسابقة                                    |
| --------- | ------------------------------------------- |
| برونزية   | بطولة العالم لسباق الدراجات على الطريق 2012 |
| فضية      | بطولة العالم لسباق الدراجات على الطريق 2012 |
| فضية      | دورة ألعاب الكومنولث 2010                   |
| ذهبية     | دورة ألعاب الكومنولث 2014                   |

## روابط خارجية
- ليندا فيلومسن على موقع الاتحاد الدولي للدراجات (الإنجليزية)
- ليندا فيلومسن على موقع أرشيف الدراجات (الإنجليزية)
- ليندا فيلومسن على موقع إحصائيات الدراجات الإحترافية (الإنجليزية)
- ليندا فيلومسن على موقع نسبة الدراجات (الإنجليزية)
- ليندا فيلومسن على موقع CycleBase (الإنجليزية)
- ليندا فيلومسن على موقع أوليمبيديا (الإنجليزية)
- ليندا فيلومسن على موقع اللجنة الأولمبية النيوزيلندية (الإنجليزية)
- ليندا فيلومسن على موقع اتحاد ألعاب الكومنولث (مؤرشف) (الإنجليزية)